# Minolta 9000
Die Minolta 9000 AF (in den USA: Minolta Maxxum 9000 AF, in Japan: Minolta α-9000) ist eine professionelle Autofokus-Spiegelreflexkamera für Kleinbildfilm, die 1985 von Minolta vorgestellt wurde. Es handelt sich dabei um die einzige jemals gefertigte AF-System-SLR mit manuellem Filmtransport. Die Kamera hält verschiedene Rekorde und weist eine Reihe von einmaligen Ausstattungsmerkmalen auf.
Die Entwicklung der Minolta 9000 war bereits vor der der Minolta 7000 abgeschlossen. Aus Marketing-Erwägungen wurde jedoch die 7000 zuerst auf den Markt gebracht und gilt damit gemeinhin als die erste AF-SLR überhaupt (was nicht ganz korrekt ist, wenn man die Nikon F3AF (1982/1983), die Pentax ME-F, eine frühe Canon-Studie oder den 1982 vorgestellten Yashica-Contax-Prototypen 137 AF berücksichtigt, letzterer sogar ebenfalls mit passivem Autofokus auf der Basis von Phasendetektion von Teilbildern auf einem CCD (statt mit IR-AF) und mit gehäusebasiertem AF-Antrieb (statt mit Motoren in den Objektiven)). Die Minolta 9000 AF ist allerdings sicher die erste Profi-Spiegelreflexkamera, die in ein umfangreiches AF-Zubehörsortiment eingebettet ist, das nahezu komplett neu für diese Kamera (und ihre Schwestermodelle) entworfen wurde.

## Merkmale und Ausstattung
Das Kameragehäuse der 9000 zeichnet sich vor allem durch seine robuste Ganzmetallkonstruktion aus, lediglich das Pentaprisma ist nicht komplett metallgekapselt. Der Verschluss bot die für damalige Verhältnisse extrem kurze Belichtungszeit von 1/4000 Sekunde sowie eine Synchronzeit von 1/250 Sekunde an. Die Kamera verfügt über die übliche Palette an Belichtungsautomatiken (Programmautomatik (brennweitenabhängig), Blendenautomatik, Zeitautomatik sowie manueller Betrieb), alle Programmparameter sind vollständig shiftbar – beides bei Erscheinen keine Selbstverständlichkeit. Als Belichtungsmessungsverfahren steht eine mittenbetonte Integralmessung sowie eine Spotmessung zur Verfügung; letztere wird durch zwei spezielle Modi, die Lichter- und die Schattenmessung, ergänzt, die in Verbindung mit der Belichtungsspeichertaste (AEL) die Belichtung um +2,3 EV bzw. -2,7 EV korrigieren.
In Verbindung mit der optionalen Steuerrückwand Program Back Super 90 (PBS-90) werden auch Multi-Spotmessungen, wahlweise mit automatischer Wichtung nach Durchschnitt (AVERAGE), Mittelwert (CENTER), Spitzlicht (HIGHLIGHT) und Schatten (SHADOW) angeboten, ebenso wie benutzerdefinierbare Programmkurven.
Weitere Ausstattungsmerkmale sind austauschbare Einstellscheiben, eine rast- und auskuppelbare Abblendtaste mit kontinuierlicher Arbeitsblendenmessung bis vor die Auslösung (nicht identisch mit dem sog. Final-Check-System früherer Kameras, das sogar noch bis zum Öffnen des Verschlusses weitermisst), Sucherbeleuchtung und ein eingebauter Okularverschluss zum Schutz vor Fremdlicht.
Die Kamera ist in das AF-Kamerasystem von Minolta eingebettet, das eine umfangreiche Palette von AF-Objektiven (Minolta A-Bajonett), Systemblitzgeräten sowie kameraspezifisches und Systemzubehör bietet, darunter beispielsweise einen mit bis zu 5 Bildern/Sekunde schnell transportierenden Motorantrieb (MD-90) sowie einen Winder (AW-90), ein Langfilmmagazin für bis zu 100 Aufnahmen (EB-90) sowie einen frühen Vorläufer einer Digital-Rückwand, damals noch Still Video Back genannt (SB-90/SB-90S) mit einer Auflösung von 380.000 Pixel und die Daten auf Minidisketten aufzeichnet. Diese war allerdings nur in Japan erhältlich.

## AF-Modellreihe
Die Kamera gehört – neben der Minolta 7000 und der Minolta 5000 – zur AF-Serie und damit zur ersten Generation von Autofokuskameras. Die Bezeichnung Dynax wurde in Deutschland erst mit der i-Serie (1988 ff.) eingeführt; in den USA wurde bereits die AF-Serie unter der Produktbezeichnung Maxxum vermarktet.

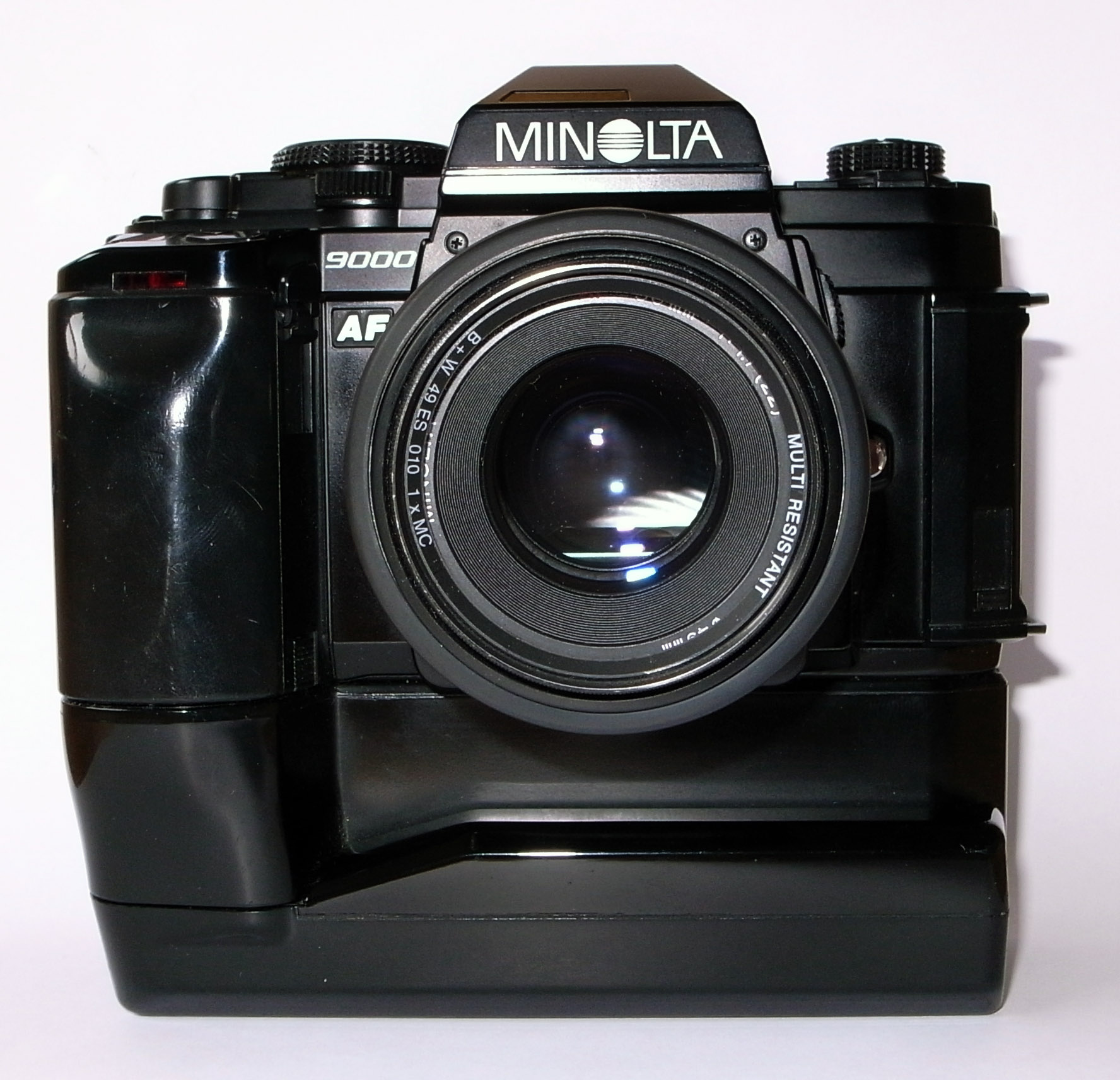
Minolta 9000AF mit an der Unterseite montiertem Motorantrieb MD-90, der als Zubehör erhältlich war und Serienbilder mit einer Geschwindigkeit von bis zu 5 Aufnahmen pro Sekunde ermöglichte. Im Bild ist der Motor an der minimal helleren Farbe als der des Kameragehäuses zu erkennen, die Trennlinie verläuft waagrecht etwa am unteren Rand des Kameraobjektivs.